# Pompierre-sur-Doubs
Pompierre-sur-Doubs is een gemeente in het Franse departement Doubs (regio Bourgogne-Franche-Comté) en telt 273 inwoners (1999). De plaats maakt deel uit van het arrondissement Montbéliard.

## Geografie
De oppervlakte van Pompierre-sur-Doubs bedraagt 8,1 km², de bevolkingsdichtheid is 33,7 inwoners per km².
De onderstaande kaart toont de ligging van Pompierre-sur-Doubs met de belangrijkste infrastructuur en aangrenzende gemeenten.

## Demografie
Onderstaande figuur toont het verloop van het inwonertal (bron: INSEE-tellingen).